# Pedro Barsime
Pedro Barsime (griego: Πέτρος Βαρσύμης; romaniz.: Petrus  Barsýmes; latín: Petrus Barsumes), también citado por Juan Malalas como Peter Barsymios (griego: Πέτρος Βαρσύμιος; romaniz. Petrus Barsýmios), fue un alto oficial, banquero y político bizantino del siglo VI, activo durante el reinado del emperador Justiniano (r. 527-565). Fue prefecto del pretorio de Oriente en dos ocasiones.

## Biografía
Procopio nos ofrece un retrato negativo de Barsime, diciendo que antes de convertirse en prefecto del pretorio era un banquero deshonesto de origen sirio. Según Procopio, le apodaban Barsime porque:

"En el pasado se sentaba a la mesa del cambista y ganaba mucho dinero con la moneda descarada. Era muy ingenioso en el arte de robar, con maravillosa rapidez de sus dedos, las monedas que contaba a quienes se las cambiaban; y llevaba su astucia y desvergüenza hasta el punto de que, sorprendido in fraganti, perjuraba y atribuía audazmente a un movimiento accidental de sus dedos, la caída de una moneda que era la prueba de su delito".

Formó parte del personal de la prefectura pretoriana de Oriente, donde, según el mismo autor, atrajo la atención de la emperatriz Teodora (r. 527-548), que recurrió a él para resolver los obstáculos en el camino de sus planes. A juzgar por su capacidad financiera y sus cargos posteriores, es posible deducir, según los autores de la Prosopography of the Later Roman Empire, que ocupó algún cargo fiscal en la prefectura. En 542, se menciona a un individuo del mismo nombre que ocupó el cargo de "conde de las sagradas liberalidades" (comes sacrarum largitionum), una especie de ministro del tesoro público. Este personaje se ha identificado con Barsime, e incluso se ha supuesto que ya ocupaba este cargo antes de esta fecha, es decir, desde 538, sucediendo a Estrategio (535-538). En esta función se le concedieron los títulos de patricio, según Juan de Éfeso y de cónsul honorario en 559 en uno de los edictos de Justiniano. En 543, sucedió a Teodoto como prefecto pretoriano de Oriente, cargo que conservó hasta 556.
Como prefecto, recibió la orden de Justiniano de mantener en superávit el presupuesto del Estado, que corría el riesgo de bancarrota debido a la peste que provocó una fuerte caída de los ingresos. Sin embargo, las formas que utilizó Pedro Barsime para conseguirlo le hicieron impopular entre el pueblo y fueron condenadas por Procopio:
- Impagos a los soldados de la frontera.
- Reanudó la compraventa de cargos.
- Vendió el grano de mala calidad de Constantinopla a los habitantes de las ciudades de Oriente, obligándoles a comprarlo a un precio más alto que si hubiera sido de buena calidad. Según Procopio, los habitantes encontraban el pan que compraban tan incomible que llegaban a tirarlo al mar y a las alcantarillas. Lo que era de buena calidad en Constantinopla lo vendía al doble de su valor en las ciudades asoladas por el hambre.
- Alentó a los habitantes de Bitinia, Tracia y Frigia a que trajeran ellos mismos a Constantinopla el grano que les había comprado en tiempos de hambruna.

El descontento que causó en la capital, tanto entre la población como entre los soldados no remunerados, estuvo a punto de empujar a Justiniano a deponerle, pero gracias a la protección de Teodora mantuvo el cargo hasta 546, y poco después (547) por intercesión de la emperatriz, se convirtió en conde de las sagradas liberalidades. Procopio, muy en su contra, relata otras iniquidades suyas:
- Hizo pagar a la población fuertes impuestos de los que sólo entregó a Justiniano una pequeña parte, mientras que el resto de los ingresos fiscales se los quedó él, enriqueciéndose a costa de sus súbditos.
- Hizo recortes en las pensiones.
- Estableció el monopolio del comercio de la seda, especulando con ella y enriqueciéndose.

Se desconoce hasta qué año ejerció este cargo. Seguramente aún lo ejercía en 550, cuando Procopio concluyó su Historia secreta, y es posible que permaneciera en el cargo hasta 555, cuando fue elegido prefecto pretoriano de Oriente por segunda vez. Ocupó este cargo hasta mayo de 562.

## Legado
Procopio afirma que Barsime tenía un profundo interés por los hechiceros y los demonios y era un decidido defensor de los maniqueos. Se sabe que fue honrado con una estatua de oro en la que se inscribieron versos del escolástico Leoncio recordando su carrera, así como que mandó construir un palacio en Constantinopla que más tarde sería regalado por el emperador Mauricio (r. 582-602) a su hermana. Se cree que esta residencia fue construida para sustituir a otra suya que fue incendiada en 562 por la facción azul del Hipódromo. También se sabe que promulgó un edicto prefectorial, que no se ha conservado, durante uno de sus mandatos.
| Conde de las sagradas liberalidades               | Conde de las sagradas liberalidades | Conde de las sagradas liberalidades         |
| ------------------------------------------------- | ----------------------------------- | ------------------------------------------- |
| Predecesor Estrategio (en el año 535)             | en el año (538)?—542                | Sucesor Vitor                               |
| Prefecto del pretorio de Oriente                  |                                     |                                             |
| Predecesor Teodoto                                | en el año 543-556                   | Sucesor Teodoto                             |
| Conde de las sagradas liberalidades               |                                     |                                             |
| Predecesor Juan                                   | en el año 547/8—(555)?              | Sucesor Desconocido (Próximo citado: Magno) |
| Prefecto del pretorio de Oriente                  |                                     |                                             |
| Predecesor Desconocido (último citado: Areobindo) | en el año 555—562                   | Sucesor Areobindo                           |